# Felsőbulzesd
Felsőbulzesd (románul: Bulzeștii de Sus) falu Romániában, Hunyad megyében.

## Fekvése
Brádtól 29 kilométerre északra, az Erdélyi-szigethegységben, az Erdélyi-érchegység és a Bihar-hegység találkozásánál fekvő szórványtelepülés. A község területének 52%-a erdő, 27%-a legelő és 16%-a rét.

## Története
Bulzesdet 1441-ben Bolchfalwa, 1445-ben Bwlchfalwa, 1464-ben Bulyzesthefalwa, 1525-ben Bwlchesth néven írták össze. Zaránd vármegyei falu volt, kezdetben a világosi váruradalomban. Benkő József említette zsindelykészítését. 1079 lakosának 1786-ban 74%-a volt jobbágy és 19%-a zsellér. Döntően pásztortelepülés volt, de lakói február–márciusban almával, nyáron cseresznyével és meggyel járták az Alföld peremvidékét. Helyi eredetű a bulzesdi alma, egy a Masánszki almára hasonlító apró, téli almafajta. 1876-ban csatolták Hunyad vármegyéhez. 1956-ban vált ki belőle Alsóbulzesd, Giurgești, Păulești, Rusești, Stănculești és Ticera.
1880-ban 2204 lakosából 2101 volt román és 103 cigány anyanyelvű; valamennyien ortodox vallásúak.
2002-ben 63 ortodox vallású román lakosa volt.

## Nevezetességek
- A falutól északra, a hármas megyehatáron emelkedik az 1486 méteres Găina-tető. A hegytetőn, a La joc nevű tisztáson a bulzesdiek és az alsóvidraiak közösen rendezik meg évente, az ónaptár szerinti Szent Illés-naphoz (július 20.) legközelebb eső vasárnapon az ún. leányvásárt (târgul de fete). Kétséges, hogy valaha is lányokat adtak-vettek volna itt, bár egyesek még 1816-ban is élő szokásként számoltak be Kazinczy Ferencnek a leányvásárlásról,[3] Jókai pedig mint ilyet örökítette meg a gaina-tetői vásárt a Szegény gazdagok-ban. Az emlékeket az 1900-as években összegyűjtő etnográfus szerint 1854 körül még lakodalmakat rendeztek a hegytetőn, ahol a felbérelt banda zenéjére a szabad ég alatt járták a kör- és páros táncokat.[4] Halmágyról szekérút vitt föl a csúcsra, míg Bulzesdről, Alsóvidráról és Nyágráról lovon cipelték fel a virágos ládákat, amelyekbe a házasulandó lányok kelengyéje került. Az 1870-es években lakodalmakat már nem tartottak, de a tánc megmaradt. Az 1900-as évekre a „leányvásár” kirakodóvásárrá egyszerűsödött és az elnevezés is inkább csak a környéken élő magyarok között maradt fenn. A környékbeli hegyi falvak lakói többek közt szerszámokat és edényeket vásárolhattak, valamint a Nyágrán és Szkerisorán készített két–két és fél méteres havasi kürtöket, amelyek megfúvásában az összegyűlt lányok versenyeztek is egymással.
- Ortodox fatemploma 1853-ban épült.

## Képek

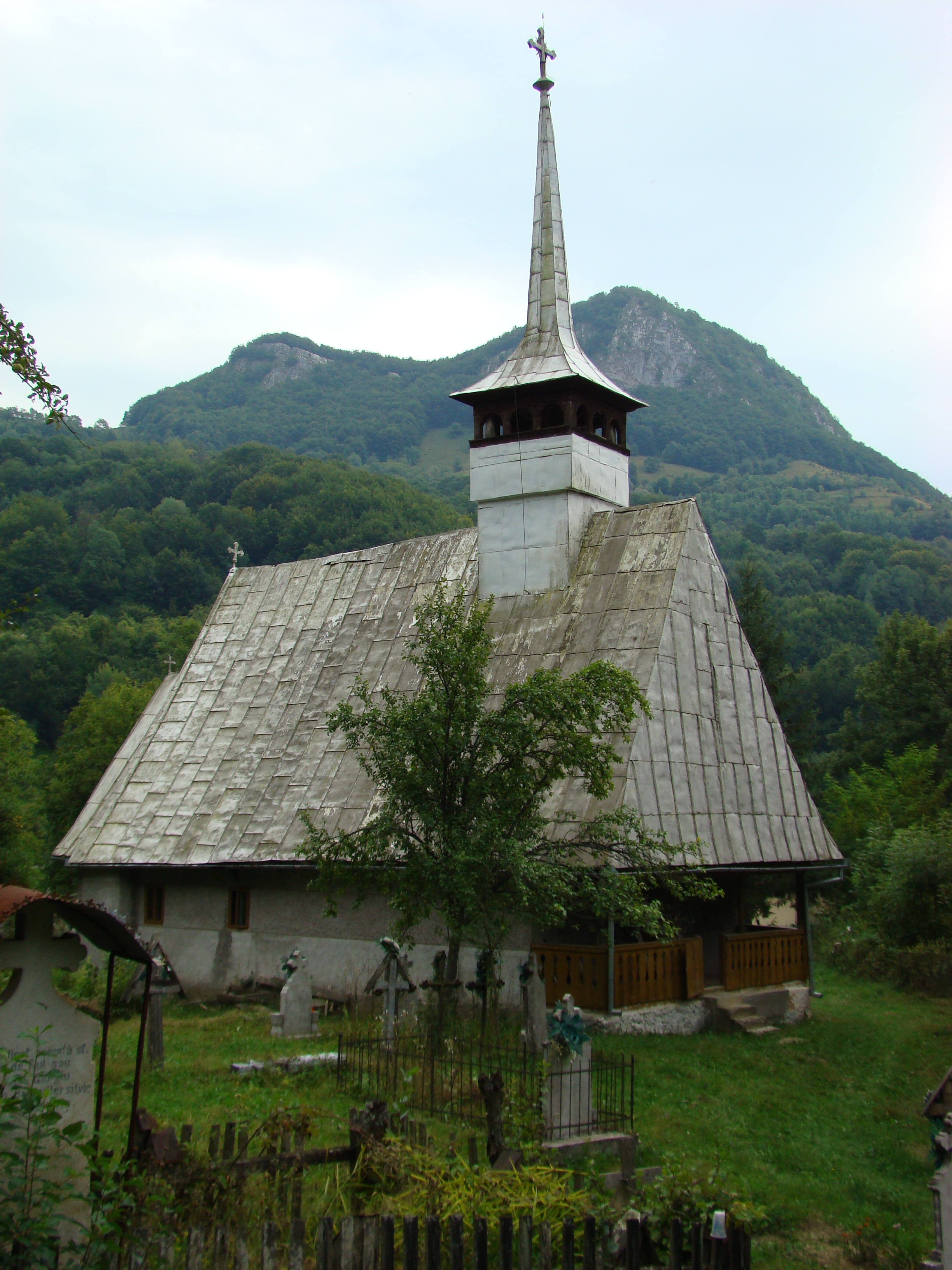
Fatemplom